# 網路封包
数据包（英語：Data packet），又称分组，是在分组交换网络中传输的格式化數據單位。
一個数据包（packet）分成兩個部份，包括控制信息，也就是表头資料（header），和資料本身，也就是负载（payload）。
我们可以将一个数据包比作為一封信，表頭資料相当于信封，而数据包的数据部分则相当于信的内容。和信不同的是，有时候一个大数据包可以分成多个小数据包。

## OSI模型
在OSI模型中，数据包是对第三層的数据單位的称呼。